# Jack Smith
Jack Smith é um empresário americano e co-fundador, junto com Sabeer Bhatia, do serviço de correio eletrônico gratuito Hotmail.
Ele é o CEO da Proximex desde 2007.